# Liste der Alben in den Billboard-Charts (1946)
Die Liste der Billboard-Alben (1946) ist eine vollständige Liste der Alben, die sich  im Kalenderjahr 1946 platzieren konnten. Die über das Jahr ermittelten Top 5 setzten sich aus den Verkaufszahlen von mehr als zweihundert Vertriebsläden im Gesamtgebiet der Vereinigten Staaten zusammen.  In diesem Jahr platzierten sich insgesamt 41 Alben.

## Statistik

### Jahresanteil nach Labeln
| Label    | Anzahl Titel | Interpreten |
| -------- | ------------ | --- |
| Capitol  | 5            | Buddy Cole, Stan Kenton, the King Cole Trio, the St. Luke Choristers |
| Columbia | 6            | Frankie Carle, Xavier Cugat, Benny Goodman, Morton Gould, Harry James, Frank Sinatra |
| Decca    | 14           | The Andrews Sisters, Fred Astaire, Jay Blackton, Carmen Cavallaro, Bing Crosby, Jimmy Dorsey, Bob Eberly, Dick Haymes, the Ink Spots, Guy Lombardo, Ethel Merman, Ray Middleton, the Mills Brothers, Helen O’Connell |
| Majestic | 1            | The Three Suns |
| Victor   | 15           | Mary Martha Briney, Perry Como, Tommy Dorsey, Al Goodman, Benny Goodman, Rose Inghram, Allan Jones, Spike Jones, Wayne King, Freddy Martin, Vaughn Monroe, Glenn Miller, David Rose, Artie Shaw, Earl Wrightson      |

## Tabelle
| Interpret                                                                                              | Titel                                                                           | Charteinstieg | Wochen | BP | Genre Stil                                         | Info |
| --- | ------------------------------------------------------------------------------- | ------------- | ------ | -- | -------------------------------------------------- | --- |
| The Andrews Sisters                                                                                    | The Andrews Sisters Decca A-458                                                 | 14.09.1946    | 1      | 5  | Jazz Big Band, Swing                               | Mit Vic Schoen And His Orchestra bzw. dem Jimmy Dorsey Orchestra |
| Frankie Carle                                                                                          | At the Piano... Columbia C-23                                                   | 02.03.1946    | 1      | 4  | Jazz                                               | Das Plattencover stammte von Alex Steinweiss. |
| Carmen Cavallaro                                                                                       | Dancing in the Dark Decca A-441                                                 | 06.07.1946    | 11     | 1  | Jazz Easy Listening                                | |
| Carmen Cavallaro                                                                                       | Serenade – Italian Folk Songs Decca A-415                                       | 09.03.1946    | 4      | 4  | Jazz, Classical, Folk, World, & Country            | |
| Buddy Cole                                                                                             | Piano Cocktails Capitol BD-24                                                   | 18.05.1946    | 5      | 5  | Jazz, Pop Instrumental, Easy Listening             | |
| Perry Como                                                                                             | Perry Como Sings Merry Christmas Music Victor P-161                             | 16.11.1946    | 6      | 1  | Pop Vocal                                          | |
| Perry Como with Russ Case & his Orchestra                                                              | The Russ Case Collection Volume 1 Victor                                        | 21.09.1946    | 1      | 4  | Pop Vocal                                          | |
| Bing Crosby                                                                                            | Don’t Fence Me In – Songs of the Wide Open Spaces Decca A-417                   | 16.03.1946    | 15     | 2  | Folk, World & Country Country                      | Mit den Andrews Sisters & Vic Schoen and His Orchestra, Bob Crosby and His Orchestra, John Scott Trotter Eight und Woody Herman And His Woodchoppers |
| Bing Crosby                                                                                            | Going My Way Decca A-405                                                        | 29.12.1945    | 2      | 4  | Pop, Stage & Screen Soundtrack, Musical, Vocal     | Musik aus dem gleichnamigen Spielfilm (1944); mit dem Studioorchester unter Leitung von Victor Young und dem John Scott Trotter Orchestra. |
| Bing Crosby                                                                                            | Merry Christmas Decca A-403                                                     | 29.12.1945    | 10     | 1  | Jazz, Pop Vocal                                    | |
| Bing Crosby                                                                                            | The Bells of St. Mary’s Decca A-410                                             | 16.03.1946    | 9      | 1  | Pop, Stage & Screen Soundtrack, Vocal              | |
| Bing Crosby & Fred Astaire                                                                             | Irving Berlins’s Blue Skies Decca A-481                                         | 02.11.1946    | 5      | 2  | Jazz, Pop Vocal, Swing                             | Mit John Scott Trotter and His Orchestra |
| Xavier Cugat & his Waldorf-Astoria Orchestra                                                           | Cugat’s Favorite Rhumbas Columbia C-110                                         | 12.01.1946    | 5      | 3  | Jazz, Latin, Pop Latin Jazz, Easy Listening, Rumba | |
| Jimmy Dorsey & his Orchestra with Bob Eberly & Helen O’Connell                                         | Latin American Favorites Decca A-427                                            | 11.05.1946    | 1      | 4  | Latin                                              | |
| Tommy Dorsey & his Orchestra                                                                           | Getting Sentimental with Tommy Dorsey – A Volume of his Famous Hits Victor P-80 | 20.04.1946    | 1      | 5  | Jazz Big Band, Swing                               | |
| Tommy Dorsey & his Orchestra                                                                           | Showboat – Eight Outstanding Hits From The Show Victor P-152                    | 23.02.1946    | 10     | 2  | Jazz, Stage & Screen Big Band                      | Musik aus dem Musical Show Boat (1927) von Oscar Hammerstein II und Jerome Kern |
| Tommy Dorsey, Glenn Miller, Benny Goodman & Artie Shaw                                                 | Up Swing Victor P-146                                                           | 09.03.1946    | 1      | 5  | Jazz Big Band, Swing                               | |
| Al Goodman & his Orchestra with Earl Wrightson, Rose Inghram, Mary Martha Briney & Chorus              | Polonaise Victor P-145                                                          | 26.01.1946    | 7      | 2  | Stage & Screen Musical                             | |
| Benny Goodman                                                                                          | Sextet Session Columbia C-113                                                   | 18.05.1946    | 10     | 1  | Jazz Dixieland                                     | mit Mel Powell, Teddy Wilson, Red Norvo, Mike Bryan, Slam Stewart, Morey Feld und Jane Harvey (Gesang in She’s Funny That Way) |
| Morton Gould & his Orchestra                                                                           | After Dark Columbia C-107                                                       | 23.02.1946    | 1      | 5  | Jazz Easy Listening                                | |
| Dick Haymes                                                                                            | State Fair – Selections from Rodgers and Hammerstein Decca A-412                | 16.02.1946    | 8      | 1  | Pop, Stage & Screen Musical, Vocal                 | |
| The Ink Spots                                                                                          | Ink Spots Decca A-477                                                           | 21.09.1946    | 13     | 1  | Pop Vocal                                          | |
| Harry James                                                                                            | All-Time Favorites Columbia C-117                                               | 07.12.1946    | 3      | 3  | Jazz Big Band                                      | |
| Allan Jones                                                                                            | Night and Day – Selections from the Warner Bros. Picture Victor Red Seal M-1033 | 31.08.1946    | 1      | 5  | Stage & Screen Score                               | |
| Spike Jones & his City Slickers                                                                        | Musical Depreciation Victor                                                     | 27.07.1946    | 4      | 4  | Pop Novelty, Parody                                | |
| Spike Jones & his City Slickers                                                                        | The Nutcracker Suite Victor P-143                                               | 05.01.1946    | 9      | 2  | Children’s, Stage & Screen Musical                 | |
| Stan Kenton & his Orchestra                                                                            | Artistry in Rhythm Capitol BD-39                                                | 21.12.1946    | 1      | 5  | Jazz Big Band                                      | mit Buddy Childers, Chico Alvarez, John Anderson, Ken Hanna, Ray Wetzel, Bob Cooper, Vido Musso, Bart Varsalona, Kai Winding, Miff Sines, Milt Kabak, Al Anthony, Boots Mussulli, Bob Gioga, Eddie Safranski, Bob Ahern, Shelly Manne, Pete Rugolo (Arr), June Christy (Gesang in Willow Weep for Me und Ain’t No Misery in Me) |
| Wayne King                                                                                             | Wayne King Plays Irving Berlin Melodies Victor P-159                            | 14.09.1946    | 4      | 2  | Jazz, Pop Easy Listening                           | |
| The King Cole Trio                                                                                     | The King Cole Trio Capitol A-8                                                  | 19.01.1946    | 1      | 5  | Jazz, Pop Swing                                    | |
| The King Cole Trio                                                                                     | The King Cole Trio, Vol. 2 Capitol BD-29                                        | 03.08.1946    | 14     | 1  | Jazz, Pop                                          | mit Johnny Miller und Oscar Moore |
| Guy Lombardo & his Royal Canadians                                                                     | Lombardoland Decca A-436                                                        | 17.08.1946    | 1      | 5  | Jazz, Pop Big Band, Vocal                          | |
| Freddy Martin & his Orchestra                                                                          | Tchaikovsky’s Nutcracker Suite in Dance Tempo Victor P-124                      | 29.12.1945    | 1      | 5  | Jazz, Stage & Screen Score, Swing                  | Swingversion der „Nussknacker-Suite“ von Pjotr Iljitsch Tschaikowski |
| Ethel Merman with Ray Middleton & Members of the Original Cast & Jay Blackton & his Orchestra & Chorus | Annie Get Your Gun Decca A-468                                                  | 27.07.1946    | 11     | 2  | Stage & Screen Musical                             | Musik aus dem Musical Annie Get Your Gun (1946) |
| Glenn Miller & his Orchestra                                                                           | An Album of Outstanding Arrangements Victor P-148                               | 29.12.1945    | 32     | 1  | Jazz, Pop Big Band                                 | |
| The Mills Brothers                                                                                     | Famous Barber Shop Ballads – Volume One Decca A-476                             | 12.10.1946    | 3      | 3  | Pop Barbershop                                     | |
| Vaughn Monroe & his Orchestra                                                                          | On the Moon-Beam Victor P-142                                                   | 29.12.1945    | 14     | 1  | Jazz Big Band                                      | |
| Vaughn Monroe & his Orchestra                                                                          | Vaughn Monroe’s Dreamland Special Victor P-160                                  | 23.11.1946    | 5      | 3  | Jazz, Pop Vocal                                    | |
| David Rose & his Orchestra                                                                             | A Cole Porter Review Victor P-158                                               | 24.08.1946    | 5      | 1  | Pop, Stage & Screen Easy Listening, Musical        | |
| Frank Sinatra                                                                                          | The Voice of Frank Sinatra Columbia C-112                                       | 23.03.1946    | 18     | 1  | Jazz, Pop Vocal                                    | Mit dem Orchester von Axel Stordahl |
| The St. Luke Choristers                                                                                | Christmas Carols Capitol BD-2                                                   | 05.01.1946    | 1      | 4  | Pop Vocal                                          | |
| The Three Suns                                                                                         | Twilight Time Majestic 1041                                                     | 20.07.1946    | 14     | 2  | Jazz, Pop Vocal, Easy Listening                    | |